# Епархия Алтуны — Джонстауна

Герб епархии Алтуны — Джонстауна

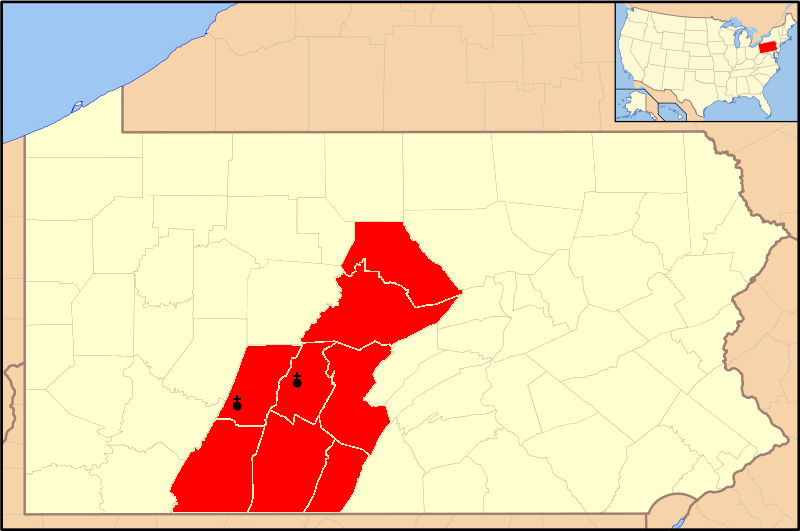
Расположение епархии Алтуны — Джонстауна

Епархия Алтуны — Джонстауна (лат. Dioecesis Altunensis-Johnstoniensis) — епархия Римско-Католической церкви с центром в городе Алтуна, США. Епархия Алтуны — Джонстауна входит в митрополию Филадельфии. Кафедральным собором епархии Алтуны — Джонстауна является Собор Святого Таинства. 

## История
30 мая 1901 была образована епархия Алтуны, которая выделилась из епархий Гаррисберга и Питтсбурга.
19 октября 1957 епархия Алтуны была переименована в епархию Алтуны — Джонстауна.
В городе Джонстаун находится сокафедральный Собор Святого Иоанна Гуальберта, а в городе Лоретто находится Базилика Святого Михаила Архангела, имеющая статус малой базилики.

## Ординарии епархии
- епископ Юджин Августин Гарви[англ.] (31.05.1901 — 22.10.1920)
- епископ Джон Джозеф Маккорт[англ.] (22.10.1920 — 21.04.1936)
- епископ Ричард Томас Гилфойл[англ.] (08.08.1936 — 10.06.1957)
- епископ Говард Джозеф Кэрролл[англ.] (05.12.1957 — 21.03.1960)
- епископ Джозеф Кэрролл Маккормик[англ.] (25.06.1960 — 04.03.1966) — назначен епископом Скрантона
- епископ Джеймс Джон Хоган[англ.] (23.05.1966 — 17.10.1986)
- епископ Джозеф Виктор Адамец[англ.] (12.03.1987 — 14.01.2011)
- епископ Марк Леонард Бартчак[англ.] (с 14.01.2011)

## Источник
- Annuario Pontificio, Libreria Editrice Vaticana, Città del Vaticano, 2003, ISBN 88-209-7422-3